# Östra Broby socken
Östra Broby socken i Skåne ingick i Östra Göinge härad, ingår sedan 1974 i Östra Göinge kommun och motsvarar från 2016 Östra Broby distrikt.
Socknens areal är 72,29 kvadratkilometer varav 67,15 land.  År 2000 fanns här 3 429 invånare. Huvuddelen av tätorten Broby med sockenkyrkan Östra Broby kyrka samt orten Östanå ligger i socknen.

## Administrativ historik
Socknen har medeltida ursprung. Före den 1 januari 1886 (ändring enligt beslut den 17 april 1885) var namnet Broby socken. En del av socknen, Hyllinge, tillhörde före 1889 Luggude härad i Malmöhus län och överfördes då till samma härad och län som övriga socknen.
Vid kommunreformen 1862 övergick socknens ansvar för de kyrkliga frågorna till Broby församling och för de borgerliga frågorna bildades Broby landskommun. Landskommunen förenades 1952 med Emmislövs landskommun till en nybildad Broby landskommun vilken uppgick 1974 i Östra Göinge kommun. Församlingen uppgick 2014 i Broby-Emmislövs församling.
1 januari 2016 inrättades distriktet Östra Broby, med samma omfattning som församlingen hade 1999/2000.  
Socknen har tillhört län, fögderier, tingslag och domsagor enligt vad som beskrivs i artikeln Östra Göinge härad. De indelta soldaterna tillhörde Norra skånska infanteriregementet, Livkompaniet, Skånska husarregementet Sandby skvadron, Sandby kompani, och Skånska dragonregementet, Östra Göinge skvadron, Östra Göinge kompani.

## Geografi
Östra Broby socken ligger norr om Kristianstad med Helge å i öster och sjön Tydingen i väster. Socknen är en kuperad skogsbygd med odlingsbygd i sydost.

## Fornlämningar
Från stenåldern finns nära 20 boplatser och en hällkista. Från bronsåldern finns gravhögar, gravrösen, en hällristning och skålgropsförekomster. Från järnåldern finns/har funnits tre gravfält och resta stenar. Fossil åkermark har påträffats. Vid Lunnom finns en offerkälla, Sankt Hans källa.

## Namnet
Namnet skrevs 1426 Broby och kommer från kyrkbyn. Efterleden är by, 'gård; by'. Förleden är bro, 'anlagd vägbank i sankmark'..